# (47144) Faulkes
(47144) Faulkes (1999 PY) – planetoida z pasa głównego asteroid okrążająca Słońce w ciągu 3,34 lat w średniej odległości 2,23 j.a. Odkryta 7 sierpnia 1999 roku.